# Kemuning (Pulau Panggung)
Kemuning is een bestuurslaag in het regentschap Tanggamus van de provincie Lampung, Indonesië. Kemuning telt 1166 inwoners (volkstelling 2010).